# Torre scudata

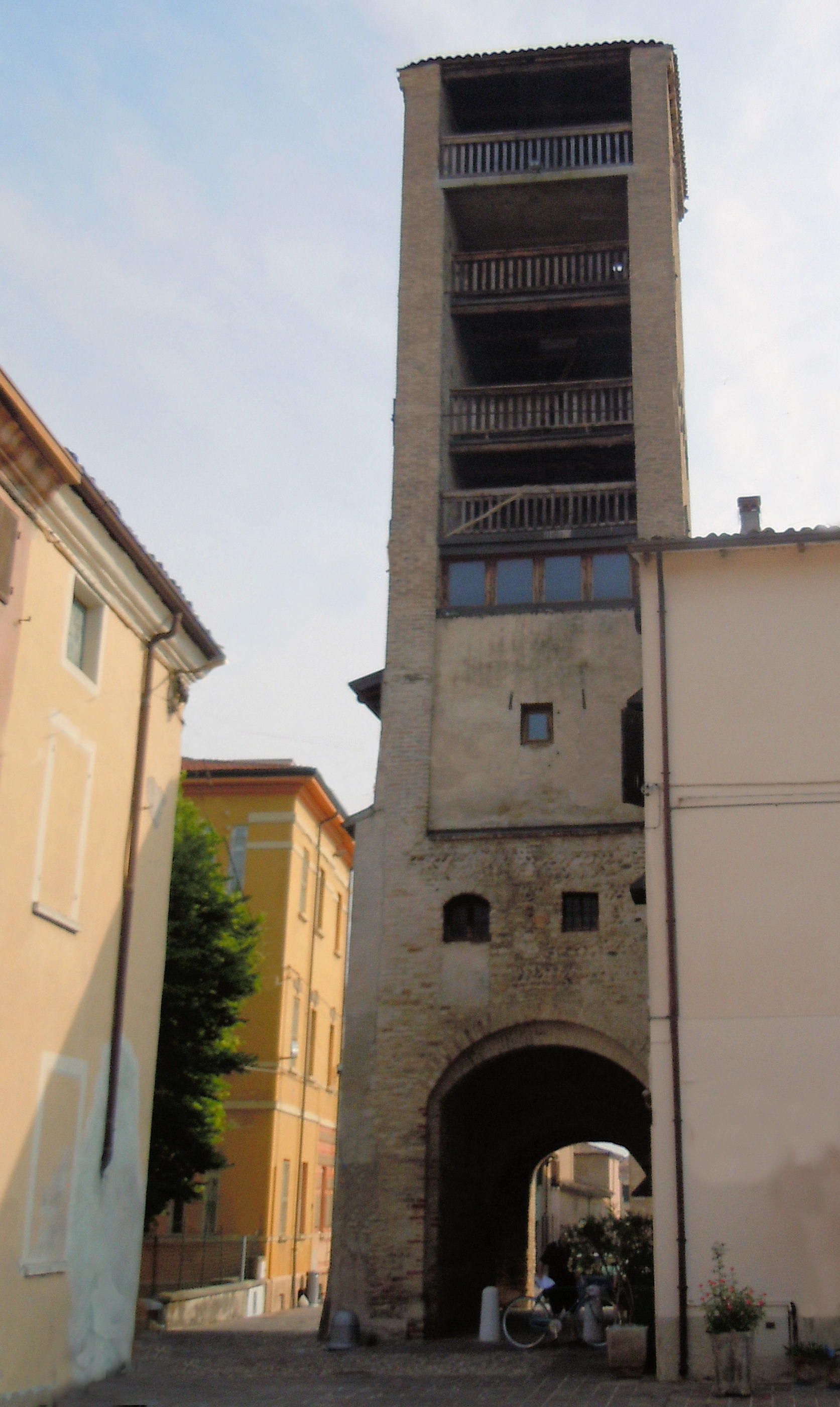
Medole, torre scudata del castello

La torre scudata è un edificio militare, tipico del medioevo, generalmente a pianta quadrangolare, la cui struttura verticale è composta da tre muri perimetrali che lasciano un lato aperto verso l'interno del fortilizio di cui è parte.
Erano generalmente costruzioni a più piani approntate appositamente a difesa delle mura ed avevano il duplice scopo di facilitare lo spostamento delle munizioni ai vari piani, di impedire al nemico di impossessarsi dell'edificio una volta conquistato e di difendersi. I piani e le ringhiere anticaduta erano generalmente costruiti in legno.

## Architetture con torri scudate
- Castello di Gradara
- Castello di Medole
- Castello scaligero di Valeggio sul Mincio
- Castello scaligero di Villafranca di Verona
- Mastio visconteo di Castell'Arquato
- Cordovado
- Mura di Monteriggioni
- Mura scaligere di Soave
- Mura scaligere di Vicenza
- Ricetto di Candelo

## Galleria d'immagini

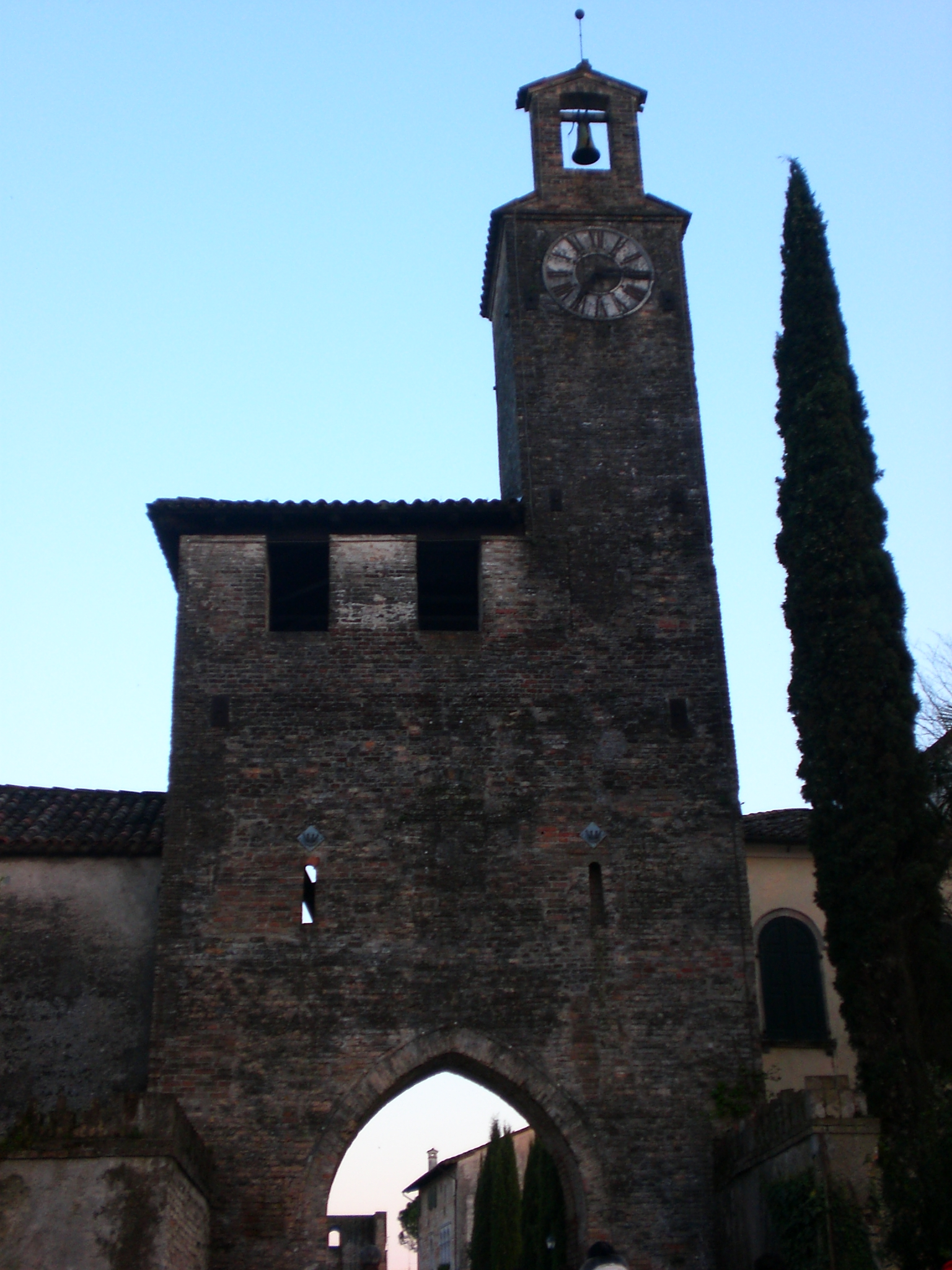
Vista frontale della torre scudata posta all'ingresso di Cordovado
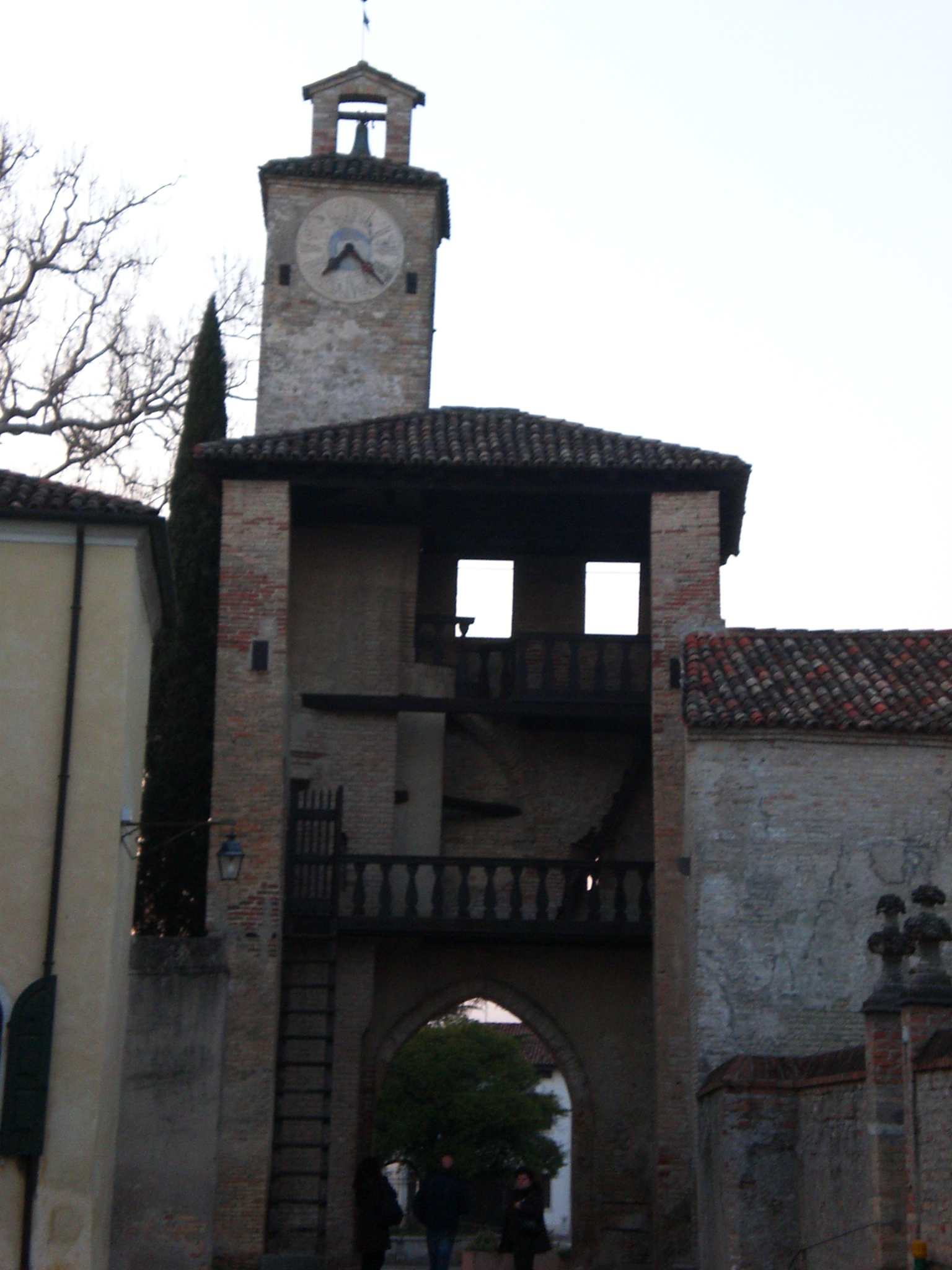
Vista posteriore della torre scudata di Cordovado
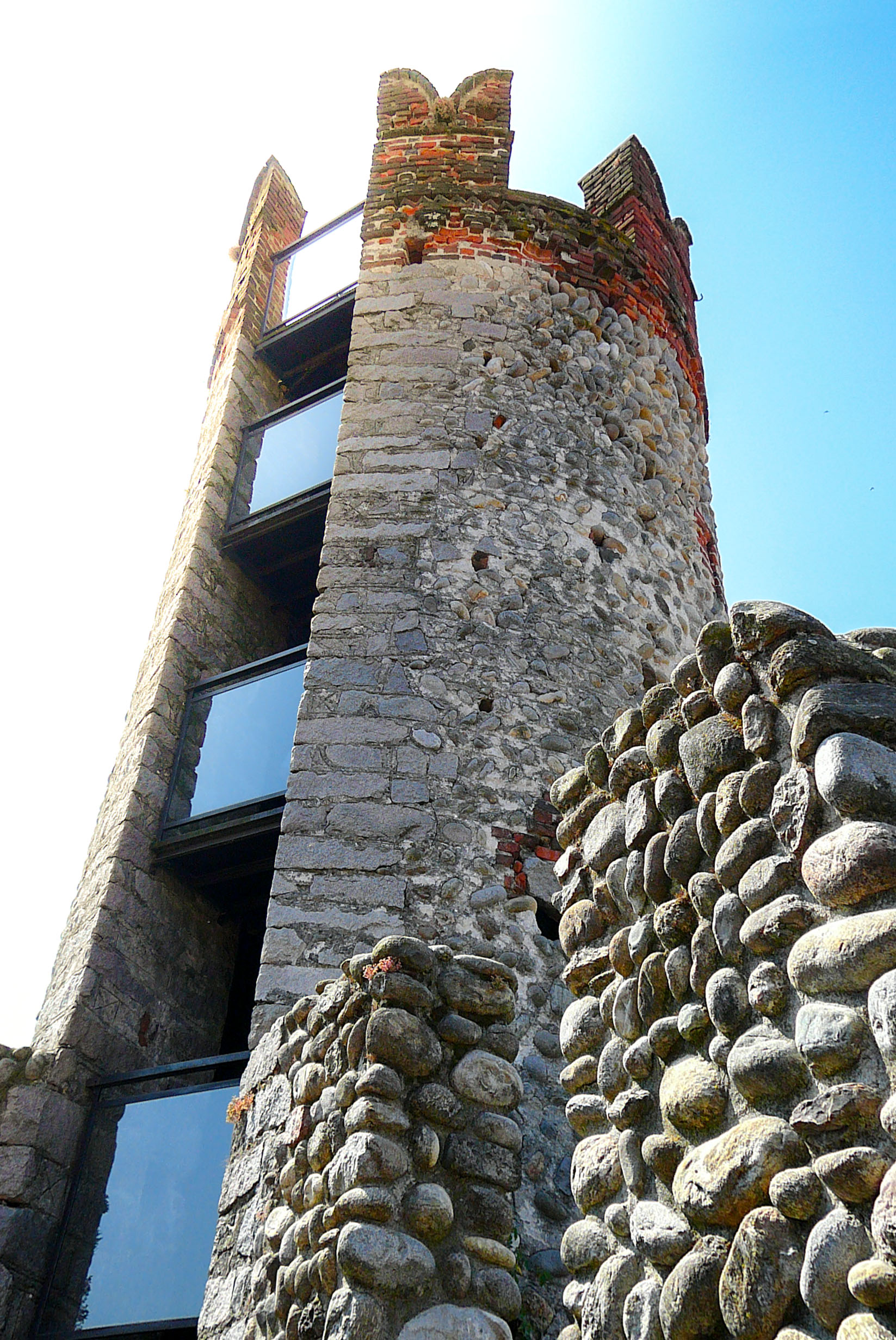
Raro esempio di torre scudata a pianta circolare inserita nel ricetto di Candelo